# Бираго, Карл фон
Карл фон Бираго (нем. Karl von Birago) — австрийский военный инженер, математик, педагог, изобретатель названной по его имени системы понтонных переправ, барон.

## Биография
Карл Бираго родился 24 апреля 1792 года в Кашина д’Ольмо близ Милана.
Сперва изучал математику в Павийском университете, затем в 1812 году поступил в павийскую военную школу, а в 1813 году был произведен в подпоручики и назначен при этой же школе преподавателем.
В 1816 году Бираго был прикомандирован к Военно-географическому институту в Милане, где занимался съемками и рекогносцировками в Ломбардии и Пармском округе. Позднее получил назначение на должность учителя математики школы корпуса пионеров в Милане.
В 1825 году Карл Бираго опубликовал свой труд «Система мостов и понтонов», в котором выступил с придуманной им системой понтонных мостов для военных целей, которая практически сразу была принята на вооружение. Позднее он участвовал в возведении линцских укреплений, для чего разработал очень целесообразный способ установки в башнях гаубиц.
В 1835 году фон Бираго руководил укреплением переправы через реку По близ города Брешелло.
В 1839 году Карл Бираго построил у Брешелло военный мост через По для моденского герцога, причём руководился теми теориями, которые изложил в своем сочинении. Мост превзошел все ожидания и в 1840 году ему поручено изготовление большого обоза понтонных мостов по его системе, причём и маневрирование ими было отдано под его начало. Успех предприятия был так велик, что офицеры из многих европейских армий прибывали в австрийскую столицу для ознакомления с изобретением Бираго, которому было поручено командование пионерным и понтонным корпусами. Разработанная им понтонная система со временем была принята за основу практически всеми крупными европейскими армиями, включая Русскую императорскую армию. Со временем деревянные понтоны заменялись на металлические, однако принцип Бираго долгое время оставался в них легко узнаваемым.
Сам инженер высочайшим указом был возведён в дворянское достоинство; ему был пожалован титул барона.
Карл фон Бираго скончался 29 декабря 1845 года и был с почестями похоронен на кладбище Святого Марка. Позже останки перезахоронены на Центральном кладбище.